# 検視
検視（けんし、英: Forensic Autopsy, Postmortem）は、犯罪の嫌疑の有無を明らかにするための刑事手続。
日本における「検視」は刑事訴訟法229条に基づいて施行される。
一般にアメリカ合衆国などにおける「Autopsy」は、日本における「検視から司法解剖」までの一括した概念であり、「検死」と訳される場合もある。

## 概念
「検視」とは、日本の法令用語上では「検察官、またはその代理人によって行われる死体の状況捜査のこと」と定義されている。司法解剖などの解剖は含めない。
なお、検死という言葉は日本の法令用語には存在しない。

## 法規
刑事訴訟法229条によって、変死者または変死の疑いのある死体（変死体や異状死体）の場合、検察官が検視を行う。また、同条2項によって検察事務官または司法警察員にこれを代行させることができる（司法警察員が行う検視は代行検視という）。
検視規則5条では、必ず医師の立ち会いを求め、死体を検分しなければならないとなっている。

## 業務
検視は、鋭敏な捜査感覚と法医学的な知識を要するため、一般に刑事調査官あるいは検視官と呼ばれる特殊な訓練を受けた司法警察員が検視をしているのが現状である。
一般に以下の通りとなる。
1. 主治医などにより、死亡診断や検案が行われ、異状の有無が判断される。
2. 異状死体と診断された場合、医師は医師法に基づき、24時間以内に所轄の警察署に届け出る。
3. 犯罪に起因するものでないことが明らかである場合、警察官により死体見分（死体取扱規則）が行われる。それ以外の場合は検視が行われる。
4. 一般に警察官によって検視が行われ、犯罪性の有無を究明される。同時に医師による検案が行われる。
5. 犯罪性なしの場合、医師の死体検案によって死体検案書が作成される。なお、検案によっても死因が究明されない場合は遺族の同意の上で承諾解剖を行うか、監察医制度の地域では遺族の同意がなくても行政解剖を行って死因を究明することができる。
6. 犯罪性ありの場合、必要に応じて刑事訴訟法129条に基づき、司法解剖へ移行する。

## 取扱
犯罪死体
死亡の原因が犯罪であることが明らかな死体、変死体、変死の疑いのある死体の場合、検視が必要である（刑事訴訟法229条）。警察による「変死体、変死の疑いのある死体」の取り扱いは、検視規則（昭和33年11月27日国家公安委員会規則第3号）にもとづいて行われる。
- 変死体や変死の疑いのある死体を警察官が発見した場合は警察署長に報告し、さらに都道府県警察本部長、検察庁に報告する（検視規則2条、3条）。
- 警察官が検察官に代行して検視を行う場合、必ず医師の立ち会いを求めて検視を行う（検視規則5条）。

非犯罪死体
警察による「死亡の原因が犯罪でないことが明らかな死体」の取り扱いは、死体取扱規則（昭和33年11月27日国家公安委員会規則第4号）にもとづいて行われる。
- 死亡の原因が犯罪でないことが明らかな死体の場合、警察官による「死体見分」が行われる（死体取扱規則4条）。
- 死体見分に必要な場合は医師の立ち会いを求めるとなっているが、実際はほとんど立ち会っている（死体取扱規則6条）。
- 東京23区、横浜市、名古屋市、大阪市、神戸市では、監察医制度により監察医が検死・解剖を行うことになっている。監察医制度が置かれていない地域では、一般の開業医である警察医が検死・検案が行うことになっている。警察が非犯罪死体とする司法警察員の見解に引きずられ、犯罪の有無の判断を誤るケースがある（たとえば、釧路の木村事件）。